# Choukri Ghanem
Pour les articles homonymes, voir Ghanem.
Choukri Mohammed Imhemed Ghanem (arabe : شكري محمد إمحمد غانم), également retranscrit Chokri Ghanem (né le 9 octobre 1942 à Tripoli à l'époque en Libye italienne, et mort le 29 avril 2012 à Vienne en Autriche), est un homme d'État libyen.

## Biographie
Il exerce les fonctions de secrétaire général du Comité populaire général (chef du gouvernement) de la Jamahiriya arabe libyenne dirigée par Mouammar Khadafi, du 14 juin 2003 au 5 mars 2006, puis il est nommé ministre du Pétrole à partir de cette date jusqu'au 16 mai 2011. Président de la National Oil Corporation (NOC) en mars 2006, il présente sa démission en août 2009 mais il réintègre ses fonctions en novembre suivant.
Le 1er juin 2011, il annonce depuis Rome qu'il quitte son pays pour se ranger aux côtés de la rébellion. Il s'installe en Europe, et réside entre Vienne et Londres.

### Mort
Son corps est retrouvé dans le Danube le 29 avril 2012. La police recherche notamment un journaliste étranger qui avait raconté à la presse autrichienne, dans un premier temps, qu'il était mort chez lui d’une crise cardiaque et demande des examens toxicologiques.
Le 11 juillet 2012, le parquet autrichien conclut que l'ancien chef du gouvernement libyen est mort noyé après avoir subi une crise cardiaque. Toutefois, des échanges entre la secrétaire d'État américaine Hillary Clinton et ses conseillers à ce sujet font état d'une mort « hautement suspecte ». Ce décès brutal est notamment survenu le lendemain même de l'annonce par Mediapart que Kadhafi avait décidé de débloquer 50 millions d'euros pour la campagne de Nicolas Sarkozy.
Certains proches d'Alexandre Djouhri confient aux journalistes ainsi qu'à Joan Tilouine et Simon Piel avoir « fait faire glouglou » à Choukri Ghanem,.

### Affaires politico-financières
Choukri Ghanem faisait l'objet d'une enquête pour corruption en Libye, car du fait de ses fonctions dans le secteur pétrolier, il pouvait posséder des informations ultrasensibles, y compris sur les contrats pétroliers passés par l'ancien régime avec des gouvernements et des compagnies occidentaux.
Entre 2010 et 2015 dans plusieurs pays européen, la Norvège, les Pays-Bas et la Suisse, des affaires sont ouvertes pour diverses affaires de malversations financières .

### Le carnet
Le 27 septembre 2016, Mediapart annonce l'existence d'« un carnet de notes actuellement exploité par la justice [française] » où l'ancien ministre avait détaillé, « le 29 avril 2007, une série de trois versements destinés à la campagne présidentielle » de Nicolas Sarkozy.
La justice française a obtenu ce carnet, dans lequel est consignée une série de versements totalisant 6,5 millions d’euros versés pendant la campagne électorale de 2007. Pendant une réunion datée du 29 avril 2007, Béchir Salah Béchir, directeur de cabinet de Mouammar Khadafi et patron de l’un des fonds souverains du pays, le Libyan Africa Portfolio, dit avoir transféré 1,5 million d’euros à la campagne de Nicolas Sarkozy. Sont également mentionnés dans ce carnet l'envoi de 3 millions d’euros par l’un des fils de Kadhafi et de 2 millions d’euros par Abdallah Senoussi, le chef des services secrets intérieurs libyens et beau-frère de Kadhafi.